# 52-я церемония «Грэмми»
52-я ежегодная церемония вручения наград «Грэмми» состоялась 31 января 2010 года в Staples Center (Лос-Анджелес, Калифорния). Награды вручались за записи, сделанные за музыкальный год с 1 октября 2008 по 30 сентября 2009.

## Церемония награждения

### Выступления
Выступали следующие исполнители:
1. Леди Гага & Элтон Джон — «Poker Face»/«Speechless»/«Your Song»
2. Green Day with the cast of American Idiot — «21 Guns»
3. Бейонсе — «If I Were a Boy»/«You Oughta Know»
4. P!nk — «Glitter in the Air»
5. Black Eyed Peas — «Imma Be»/«I Gotta Feeling»
6. Lady Antebellum — «Need You Now»
7. Джейми Фокс, T-Pain, Слэш & Doug E. Fresh — «Blame It»
8. Zac Brown Band & Леон Расселл — «America the Beautiful»/«Dixie Lullaby»/«Chicken Fried»
9. Тейлор Свифт & Стиви Никс — «Today Was a Fairytale»/«Rhiannon»/«You Belong with Me»
10. Майкл Джексон, Селин Дион, Дженнифер Хадсон, Смоки Робинсон, Кэрри Андервуд & Ашер — «Earth Song» (Michael Jackson tribute)
11. Bon Jovi & Jennifer Nettles — «We Weren't Born to Follow»/«Who Says You Can't Go Home»/«Livin’ on a Prayer»
12. Дэвид Фостер, Мэри Джей Блайдж & Андреа Бочелли — «Bridge over Troubled Water»
13. Dave Matthews Band — «You and Me»
14. Максвелл & Роберта Флэк — «Pretty Wings»/«Where Is the Love»
15. Джефф Бэк & Imelda May — «How High the Moon» (Les Paul tribute)
16. Дрейк, Эминем, Лил Уэйн & Трэвис Баркер — «Drop the World»/«Forever»

### Памяти Майкла Джексона
Специальная часть церемонии была посвящена памяти Майкла Джексона. Был продемонстрирован 3D-минифильм, созданный на основе кадров из This is It Tour на базе песни Earth Song. Дети Майкла Prince и Paris Jackson приняли награду Lifetime Achievement Award, предназначенную их отцу.
Во время демонстрации этого минифильма выступали:
- Селин Дион
- Дженнифер Хадсон
- Смоки Робинсон
- Кэрри Андервуд
- Ашер

### Награды вручали
Награды анонсировали и презентовали:

| - Simon Baker - Кристен Белл - Джастин Бибер - Джефф Бриджес - Jonas Brothers - Stephen Colbert - Элис Купер - Шерил Кроу - Kaley Cuoco - Майли Сайрус - Мос Деф - Plácido Domingo - Роберт Дауни - Josh Duhamel - Вайклеф Жан - Нора Джонс - Хуанес - Кеша | - Миранда Ламберт - Джон Ледженд - LL Cool J - Дженнифер Лопес - Рики Мартин - Lea Michele - Chris O'Donnell - Кэти Перри - Лайонел Ричи - Адам Сэндлер - Карлос Сантана - Райан Сикрест - Seal - Rat Owl - Квентин Тарантино - Кит Урбан - Noel Edmans - Harry Garside |

## Номинации и награды
Певица Beyoncé победила в 6 номинациях и это рекордное единовременное достижение для исполнительницы женского пола за всю историю премии «Грэмми». Она же лидировала по числу номинаций в 2010 году (10), кантри-исполнительница Тейлор Свифт имела 8 номинаций (получила 4), а Black Eyed Peas, Maxwell и Канье Уэст номинировались на 6 статуэток каждый. По 5 номинаций получили David Guetta, Jay-Z и Леди Гага.
Тейлор Свифт стала самым молодым исполнителем в истории, победившим в номинации Альбом года (ей 20 лет).
Россиянин Валерий Гергиев имел 3 номинации (и ещё в двух упоминается), но не получил ни одной статуэтки. Среди победителей — дирижёр Владимир Ашкенази и пианист Евгений Кисин, удостоившиеся премии «Грэмми» в номинации «лучшее сольное инструментальное исполнение с оркестром» за запись второго и третьего концертов для фортепиано Сергея Прокофьева. Всего было 109 наград Grammy Awards.

## Специальные награды

### Победители Lifetime Achievement Award
- Майкл Джексон[5]
- Леонард Коэн, певец и композитор
- Бобби Дарин, поп-исполнитель
- Дэвид Эдвардс, блюзовый певец и гитарист
- Лоретта Линн, кантри-певица
- Андре Превин, пианист и композитор
- Кларк Терри, трубач

### Персона года «MusiCares»
- Нил Янг

## Основная категория

### Запись года
Record of the Year
- «Use Somebody» — Kings of Leon
  - Jacquire King & Angelo Petraglia, продюсеры; Jacquire King, звукоинженеры
- Номинанты:
  - «Halo» — Бейонсе
    - Beyoncé Knowles & Райан Теддер, продюсеры; Jim Caruana, Mark "Spike" Stent & Райан Теддер, звукоинженеры

  - «I Gotta Feeling» — Black Eyed Peas
    - David Guetta & Frederick Riesterer, продюсеры; will.i.am, Dylan "3-D" Dresdow & Padraic "Padlock" Kerin, звукоинженеры

  - «Poker Face» — Леди Гага
    - Леди Гага RedOne, продюсер; Robert Orton, RedOne & Dave Russell, звукоинженеры

  - «You Belong With Me» — Тейлор Свифт
    - Nathan Chapman & Taylor Swift, продюсеры; Chad Carlson & Justin Niebank, звукоинженеры

### Альбом года
- Fearless — Тейлор Свифт
  - I Am... Sasha Fierce — Бейонсе
  - The E.N.D. — Black Eyed Peas
  - The Fame — Леди Гага
  - Big Whiskey and the GrooGrux King — Dave Matthews Band

### Песня года
- «Single Ladies (Put a Ring on It)» — Бейонсе
  - Thaddis Harrell, Beyoncé Knowles, Terius Nash & Christopher Stewart, авторы
- «Poker Face» — Леди Гага
  - Леди Гага & RedOne, авторы (songwriters)
- «Pretty Wings» — Максвелл
  - Hod David & Musze, авторы
- «Use Somebody» — Kings of Leon
  - Caleb Followill, Jared Followill, Matthew Followill & Nathan Followill, авторы
- «You Belong With Me» — Тейлор Свифт
  - Liz Rose & Тейлор Свифт, авторы

### Лучший новый исполнитель
Best New Artist
- Zac Brown Band
  - Кери Хилсон
  - MGMT
  - Silversun Pickups
  - The Ting Tings

### Поп

#### Лучшее женское вокальное поп-исполнение
- «Halo» — Бейонсе
  - «Hometown Glory» — Адель
  - «Hot N Cold» — Кэти Перри
  - «Sober» — Пинк
  - «You Belong With Me» — Тейлор Свифт

### Танцевальная музыка

#### Лучшая танцевальная запись
- «Poker Face» — Леди Гага
  - «Boom Boom Pow» — The Black Eyed Peas
  - «When Love Takes Over» — David Guetta & Kelly Rowland
  - «Celebration» — Мадонна
  - «Womanizer» — Бритни Спирс

### Рок

#### Лучшее сольное вокальное рок-исполнение
- «Working On A Dream» — Брюс Спрингстин
  - «Beyond Here Lies Nothin'» — Боб Дилан
  - «Change In The Weather» — Джон Фогерти
  - «Dreamer» — Prince
  - «Fork in the Road» — Нил Янг

#### Лучшее вокальное рок-исполнение дуэтом или группой
- «Use Somebody» — Kings of Leon
  - «Can't Find My Way Home» — Эрик Клэптон & Стив Уинвуд
  - «Life in Technicolor II» — Coldplay
  - «21 Guns» — Green Day
  - «I'll Go Crazy If I Don't Go Crazy Tonight» — U2

#### Лучшее хард-рок-исполнение
- «War Machine» — AC/DC
  - «Check My Brain» — Alice in Chains
  - «What I've Done» (Live) — Linkin Park
  - «The Unforgiven III» — Metallica
  - «Burn It to the Ground» — Nickelback

#### Лучшее метал-исполнение
- «Dissident Aggressor» — Judas Priest
  - «Set to Fail» — Lamb of God
  - «Head Crusher» — Megadeth
  - «Señor Peligro» — Ministry
  - «Hate Worldwide» — Slayer

#### Лучшее инструментальное рок-исполнение
- «A Day in the Life» — Джефф Бек
  - «Warped Sister» — Booker T. Jones
  - «Playing With Fire» — Брэд Пейсли
  - «Mr. Surfer Goes Jazzin'» — Brian Setzer Orchestra
  - «Now We Run» — Стив Вай

#### Лучшая рок-песня
- «Use Somebody» — Kings of Leon
  - «The Fixer» — Pearl Jam
  - «I'll Go Crazy If I Don't Go Crazy Tonight» — U2
  - «21 Guns» — Green Day
  - «Working On A Dream» — Брюс Спрингстин

#### Лучший рок-альбом
- «21st Century Breakdown» — Green Day
  - «Black Ice» — AC/DC
  - «Live from Madison Square Garden» — Эрик Клэптон & Стив Винвуд
  - «Big Whiskey and the GrooGrux King» — Dave Matthews Band
  - «No Line on the Horizon» — U2

### Альтернативная музыка

#### Лучший альтернативный альбом
- «Wolfgang Amadeus Phoenix» — Phoenix (группа, Франция)
  - «Everything That Happens Will Happen Today» — Дэвид Бирн & Брайан Ино
  - «The Open Door EP» — Death Cab For Cutie
  - «Sounds of the Universe» — Depeche Mode
  - «It's Blitz!» — Yeah Yeah Yeahs

### R&B

#### Лучшее женское вокальное R&B-исполнение
- «Single Ladies (Put A Ring On It)» — Бейонсе
  - «It Kills Me» — Мелани Фиона
  - «That Was Then» — Lalah Hathaway
  - «Goin' Thru Changes» — Ledisi
  - «Lions, Tigers & Bears» — Jazmine Sullivan

#### Лучшее мужское вокальное R&B-исполнение
- «Pretty Wings» — Максвелл
  - «The Point Of It All» — Anthony Hamilton
  - «SoBeautiful» — Musiq Soulchild
  - «Under» — Pleasure P
  - «There Goes My Baby» — Charlie Wilson

#### Лучшая R&B-песня
- «Single Ladies (Put a Ring on It)» — Бейонсе
  - «Blame It» — Джейми Фокс & T-Pain
  - «Lions, Tigers & Bears» — Jazmine Sullivan
  - «Pretty Wings» — Максвелл
  - «Under» — Pleasure P

#### Лучший R&B-альбом
- BLACKsummers'night — Максвелл
  - The Point Of It All — Anthony Hamilton
  - Testimony: Vol. 2, Love & Politics — India.Arie
  - Turn Me Loose — Ledisi
  - Uncle Charlie — Charlie Wilson

### Рэп

#### Лучшее сольное рэп-исполнение
Best Rap Solo Performance
- «Best I Ever Had» — Дрейк
- «Beautiful» — Эминем
- «D.O.A. (Death Of Auto-Tune)» — Jay-Z
- «Day 'N' Nite» — Кид Кади
- «Casa Bey» — Мос Деф

#### Лучшее рэп-исполнение дуэтом или группой
Best Rap Performance By a Duo/Group
- «Too Many Rappers» — Beastie Boys & Nas
- «Crack A Bottle» — Эминем, Dr. Dre & 50 Cent
- «Money Goes, Honey Stay» — Fabolous & Jay-Z
- «Make Her Say» — Кид Кади, Канье Уэст & Common
- «Amazing» — Канье Уэст & Young Jeezy

#### Лучшее рэп/песенное совместное исполнение
Best Rap/Sung Collaboration
- «Ego» — Бейонсе & Канье Уэст
- «Knock You Down» — Кери Хилсон, Канье Уэст & Ne-Yo
- «Run This Town» — Jay-Z, Рианна & Канье Уэст
- «I'm On A Boat» — The Lonely Island & T-Pain
- «Dead and Gone» — T.I. & Джастин Тимберлейк

#### Лучшая рэп-песня
Best Rap Song
- «Best I Ever Had» — Дрейк
  - Дрейк, Aubrey Drake Graham, D. Hamilton & M. Samuels, авторы
- «Day 'N' Nite» — Кид Кади
  - S. Mescudi & O. Omishore, авторы
- «Dead and Gone» — T.I. & Джастин Тимберлейк
  - C. Harris, R. Tadross & Джастин Тимберлейк, авторы
- «D.O.A. (Death Of Auto-Tune)» — Jay-Z
  - Shawn Carter & Ernest Wilson, авторы
- «Run This Town» — Jay-Z, Рианна & Канье Уэст
  - Shawn Carter, R. Fenty, M. Riddick, Канье Уэст & E. Wilson, авторы

#### Лучший рэп-альбом
- Universal Mind Control — Common
- Relapse — Эминем
- R.O.O.T.S. — Флоу Райда
- The Ecstatic — Мос Деф
- The Renaissance — Q-Tip

### Кантри

#### Лучшее женское кантри-исполнение
Best Female Country Vocal Performance
- «White Horse» — Тейлор Свифт
  - «Dead Flowers» — Миранда Ламберт
  - «I Just Call You Mine» — Мартина МакБрайд
  - «Just a Dream» — Кэрри Андервуд
  - «Solitary Thinkin'» — Ли Энн Вумэк

#### Лучшее мужское кантри-исполнение
Best Male Country Vocal Performance
- «Sweet Thing» — Кит Урбан
  - «All I Ask For Anymore» — Трейси Эдкинс
  - «People Are Crazy» — Billy Currington
  - «High Cost of Living» — Джейми Джонсон
  - «Living for the Night» — Джордж Стрейт

#### Лучшее кантри-исполнение дуэтом или группой
Best Country Performance by a Duo/Group With Vocals
- «I Run to You» — Lady Antebellum
  - «Cowgirls Don't Cry» — Brooks & Dunn
  - «Chicken Fried» — Zac Brown Band
  - «Here Comes Goodbye» — Rascal Flatts
  - «It Happens» — Sugarland

#### Лучшее вокальное совместное кантри-исполнение
Best Country Collaboration w/ Vocals
- «I Told You So» — Кэрри Андервуд & Randy Travis
  - «Beautiful World» — Диркс Бентли & Patty Griffin
  - «Down the Road» — Кенни Чесни & Mac McAnally
  - «Start a Band» — Брэд Пейсли & Кит Урбан
  - «Everything But Quits» — Ли Энн Вумэк & Джордж Стрейт

#### Лучшая кантри-песня
Best Country Song
- «White Horse» — Тейлор Свифт
  - Liz Rose & Тейлор Свифт, авторы
- «All I Ask For Anymore» — Трейси Эдкинс
  - Casey Beathard & Tim James, авторы
- «High Cost of Living» — Джейми Джонсон
  - Jamey Johnson & James T. Slater, авторы
- «I Run to You» — Lady Antebellum
  - Tom Douglas, Dave Haywood, Чарльз Келли & Хиллари Скотт, авторы
- «People Are Crazy» — Billy Currington
  - Bobby Braddock & Troy Jones, авторы

#### Лучший кантри-альбом
Best Country Album
- Fearless — Тейлор Свифт
  - The Foundation — Zac Brown Band
  - Twang — Джордж Стрейт
  - Defying Gravity — Кит Урбан
  - Call Me Crazy — Ли Энн Вумэк

### Лучшая запись классической музыки

#### Лучший классический альбом
Best Classical Album
- «Bernstein: Mass»
  - Marin Alsop, дирижёр; Jubilant Sykes; Steven Epstein, продюсер; Richard King, звукоинженер (Asher Edward Wulfman; Baltimore Symphony Orchestra; Morgan State University Choir & Peabody Children’s Chorus)
- «Mahler: Symphony No. 8; Adagio From Symphony No. 10»
  - Michael Tilson Thomas, дирижёр; Ragnar Bohlin, Kevin Fox & Susan McMane, choir directors; Andreas Neubronner, продюсер; Peter Laenger, звукоинженер; Andreas Neubronner, звукоинженер (Laura Claycomb, Anthony Dean Griffey, Katarina Karnéus, Quinn Kelsey, James Morris, Yvonne Naef, Elza van den Heever & Erin Wall; San Francisco Symphony; Pacific Boychoir, San Francisco Girls Chorus & San Francisco Symphony Chorus)
- «Ravel: Daphnis Et Chloé»
  - James Levine, дирижёр; Elizabeth Ostrow, продюсер; Jesse Lewis & John Newton, звукоинженеры; Mark Donahue, звукоинженер (Boston Symphony Orchestra; Tanglewood Festival Chorus)
- «Ravel: L’Enfant Et Les Sortilèges»
  - Alastair Willis, дирижёр; Julie Boulianne; Blanton Alspaugh, продюсер; Mark Donahue & John Hill, звукоинженеры (Nashville Symphony Orchestra; Chattanooga Boys Choir, Chicago Symphony Chorus & Nashville Symphony Chorus)
- «Shostakovich: The Nose»
  - Валерий Гергиев, дирижёр; Andrei Popov, Sergei Semishkur & Vladislav Sulimsky; James Mallinson, продюсеры; John Newton & Dirk Sobotka, звукоинженеры; Mark Donahue, звукоинженер (Оркестр Мариинского театра; Хор Мариинского театра)

#### Лучшее исполнение оркестра
Best Orchestra Performance
- «Berlioz: Symphonie Fantastique»
  - Simon Rattle, дирижёр (Susan Graham; Берлинский филармонический оркестр)
- «Bruckner: Symphony No. 5»
  - Benjamin Zander, дирижёр (Philharmonia Orchestra)
- «Ravel: Daphnis Et Chloé»
  - James Levine, дирижёр (Boston Symphony Orchestra; Tanglewood Festival Chorus)
- «Shostakovich: Symphonies Nos. 1 & 15»
  - Валерий Гергиев, дирижёр (Оркестр Мариинского театра)
- «Szymanowski: Symphonies Nos. 1 & 4»
  - Antoni Wit, дирижёр (Jan Krzysztof Broja, Ewa Marczyk & Marek Marczyk; Warsaw Philharmonic Orchestra)

#### Лучшая оперная запись
Best Opera Recordimg
- «Britten: Billy Budd»
  - Daniel Harding, дирижёр; Ian Bostridge, Neal Davies, Nathan Gunn, Jonathan Lemalu, Matthew Rose & Gidon Saks; John Fraser, продюсер (Лондонский симфонический оркестр; Gentlemen Of The London Symphony Chorus)
- «Messiaen: Saint François D’Assise»
  - Ingo Metzmacher, дирижёр; Armand Arapian, Hubert Delamboye, Rod Gilfry, Henk Neven, Tom Randle & Camilla Tilling; Ferenc van Damme, продюсер (The Hague Philharmonic; Chorus Of De Nederlandse Opera)
- «Musto, John: Volpone»
  - Sara Jobin, дирижёр; Lisa Hopkins, Joshua Jeremiah, Museop Kim, Jeremy Little, Rodell Rosel & Faith Sherman; Blanton Alspaugh, продюсер (Wolf Trap Opera Company)
- «Shostakovich: The Nose»
  - Валерий Гергиев, дирижёр; Andrei Popov, Sergei Semishkur & Vladislav Sulimsky; James Mallinson, продюсер (Оркестр Мариинского театра; Хор Мариинского театра)
- «Tan Dun: Marco Polo»
  - Tan Dun, дирижёр; Stephen Bryant, Sarah Castle, Zhang Jun, Nancy Allen Lundy, Stephen Richardson & Charles Workman; Ferenc van Damme, продюсер (Netherlands Chamber Orchestra; Cappella Amsterdam)

#### Лучшее инструментальное соло
Best Instrumental Soloist(s) Performance (With Orchestra)
- «Bartók: 3 Concertos»
  - Пьер Булез, дирижёр; (Berliner Philharmoniker & Лондонский симфонический оркестр)
- «Bermel, Derek: Voices For Solo Clarinet And Orchestra»
  - Gil Rose, дирижёр; Derek Bermel (Boston Modern Orchestra Project)
- «Korngold: Violin Concerto In D Major, Op. 35»
  - Carlos Miguel Prieto, дирижёр; Philippe Quint (Orquesta Sinfónica de Mineria)
- «Prokofiev: Piano Concertos Nos. 2 & 3»
  - Владимир Ашкенази, дирижёр; Евгений Кисин (Philharmonia Orchestra)
- «Salonen, Esa-Pekka: Piano Concerto»
  - Эса-Пекка Салонен, дирижёр; Yefim Bronfman (Los Angeles Philharmonic)

#### Лучшее вокальное соло
Best Classical Vocal Performance
- «Bach» — Anne Sofie von Otter (Lars Ulrik Mortensen; Anders J. Dahlin, Jakob Bloch Jespersen, Tomas Medici & Karin Roman; Concerto Copenhagen)
- «Bel Canto Spectacular» — Juan Diego Flórez (Daniel Oren; Daniella Barcellona, Patrizia Ciofi, Plácido Domingo, Mariusz Kwiecien, Анна Нетребко & Fernando Piqueras; Orquestra De La Comunitat Valenciana; Cor De La Generalitat Valenciana)
- «Recital At Ravinia» — Lorraine Hunt Lieberson (Drew Minter; Peter Serkin)
- «Un Frisson Français» — Susan Graham (Malcom Martineau)
- «Verismo Arias» — Renée Fleming (Marco Armiliato; Jonas Kaufmann; Orchestra Sinfonica Di Milano Giuseppi Verdi; Coro Sinfonica Di Milano Giuseppi Verdi)

### Кино, ТВ и другие визуальные медиа
Best Compilation Soundtrack Album
- Slumdog Millionaire — Various Artists, A. R. Rahman (producer), P. A. Deepak (mix engineer)
- Cadillac Records — Various Artists
- Quentin Tarantino’s Inglourious Basterds
- True Blood
- Twilight

Best Score Soundtrack Album
- Up — Michael Giacchino
- The Curious Case of Benjamin Button — Alexandre Desplat
- Harry Potter and the Half-Blood Prince — Nicholas Hooper
- Milk — Danny Elfman
- Star Trek — Michael Giacchino, Varèse Sarabande

Best Song Written For Motion Picture, Television Or Other Visual Media
- «Jai Ho» (From Slumdog Millionaire)
  - A. R. Rahman, Sukhwinder Singh, Tanvi Shah, Mahalaxmi Iyer, Vijay Prakash, songwriters (A. R. Rahman, Gulzar & Sukhwinder Singh)
- «All Is Love» (From Where the Wild Things Are)
  - Karen O & Nick Zinner, songwriters (Karen O & The Kids)
- «Decode» (From Twilight)
  - Josh Farro, Hayley Williams & Taylor York, songwriters (Paramore)
- «Once in a Lifetime» (From Cadillac Records)
  - Ian Dench, James Dring, Amanda Ghost, Beyoncé Knowles, Scott McFarnon & Jody Street, songwriters (Beyoncé)
- «The Wrestler» (From The Wrestler)
  - Bruce Springsteen, songwriter (Bruce Springsteen)
- «The Climb» (From Hannah Montana: The Movie)[I]
  - Jessi Alexander and Jon Mabe, songwriter (Miley Cyrus)

### Лучшее Видео

#### Лучшее короткое музыкальное видео
- «Mr. Hurricane» — Beast
  - Ben Steiger Levine, видеорежиссёр; Sach Baylin-Stern, видеопродюсер
- «Boom Boom Pow» — The Black Eyed Peas
  - Mat Cullen & Mark Kudsi, видеорежиссёры; Anna Joseph & Patrick Nugent, видеопродюсеры
- «Life in Technicolor II» — Coldplay
  - Dougal Wilson, видеорежиссёр; Matthew Fone, видеопродюсер
- «Wrong» — Depeche Mode
  - Patrick Daughters, видеорежиссёр; Jonathan Lia, видеопродюсер
- «Her Morning Elegance» — Орен Лави

#### Лучшее длинное музыкальное видео
- «In Boston» — Крис Ботти
  - Jim Gable, видеорежиссёр; Bobby Colomby, видеопродюсер
- «Johnny Cash's America» — Джонни Кэш
  - Robert Gordon & Morgan Neville, видеорежиссёры; Robert Gordon & Morgan Neville, видеопродюсеры
- «Anita O'Day — The Life Of A Jazz Singer» — Anita O'Day
  - Robbie Cavolina & Ian McCrudden, видеорежиссёры; Robbie Cavolina, Melissa Davis & Ian McCrudden, видеопродюсеры
- «Love, Pain & The Whole Crazy World Tour Live» — Кит Урбан
  - Chris Hicky, видеорежиссёр; Blake Morrison, видеопродюсер
- «The Beatles Love — All Together Now» — Various Artists
  - Adrian Wills, видеорежиссёр; Martin Bolduc & Jonathan Clyde, видеопродюсеры

## Заметки
- ↑  «The Climb», написанная Джесси Александр[англ.] и Джоном Мэйбом и представленная в фильме «Ханна Монтана: Кино», изначально была номинирована, но была отозвана Walt Disney Records, поскольку она не была написана специально для фильма, как требуют правила отбора в категории. NARAS выпустил заявление, в котором поблагодарил Disney за его честность и объявил, что «The Climb» была заменена на «All Is Love» с пятым по величине начальным количеством голосов.[6]